# Nordtyskland
Nordtyskland dannes af de nordtyske delstater Slesvig-Holsten, Hamborg, Mecklenburg-Vorpommern, Nedersaksen, Bremen, Sachsen-Anhalt og Brandenburg. 